# Ionisches Meer

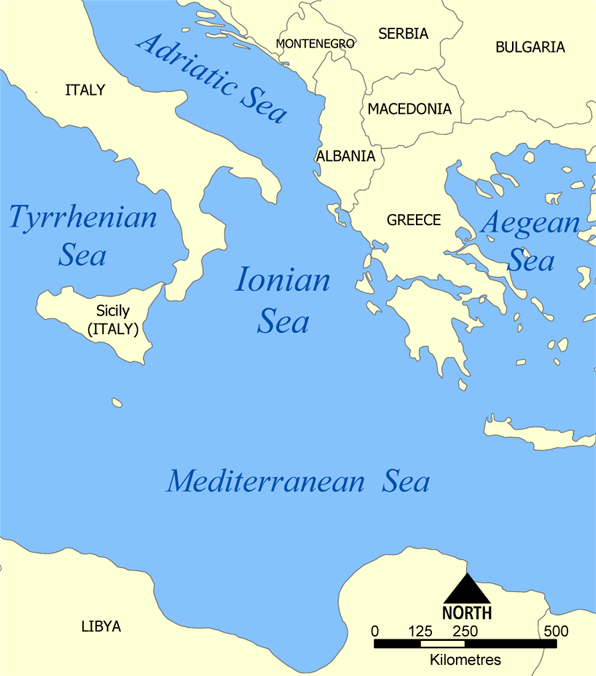
Lage des Ionischen Meeres

Das Ionische Meer (griechisch Ιόνιο Πέλαγος Ionio Pelagos, italienisch Mar Ionio, albanisch Deti Jon) ist ein Teil des Mittelmeeres. Im Ionischen Becken befindet sich das Calypsotief, die mit 5.109 ±1 Metern tiefste Stelle des Mittelmeeres.

## Etymologie
Die Herkunft des Namens ist unbekannt. Antike Autoren brachten ihn mit dem Mythos von Io, einer Geliebten des Zeus, in Verbindung. Heute glaubt man, dass er auf die Ionier, die in die Magna Graecia segelten, zurückgeht.

## Lage

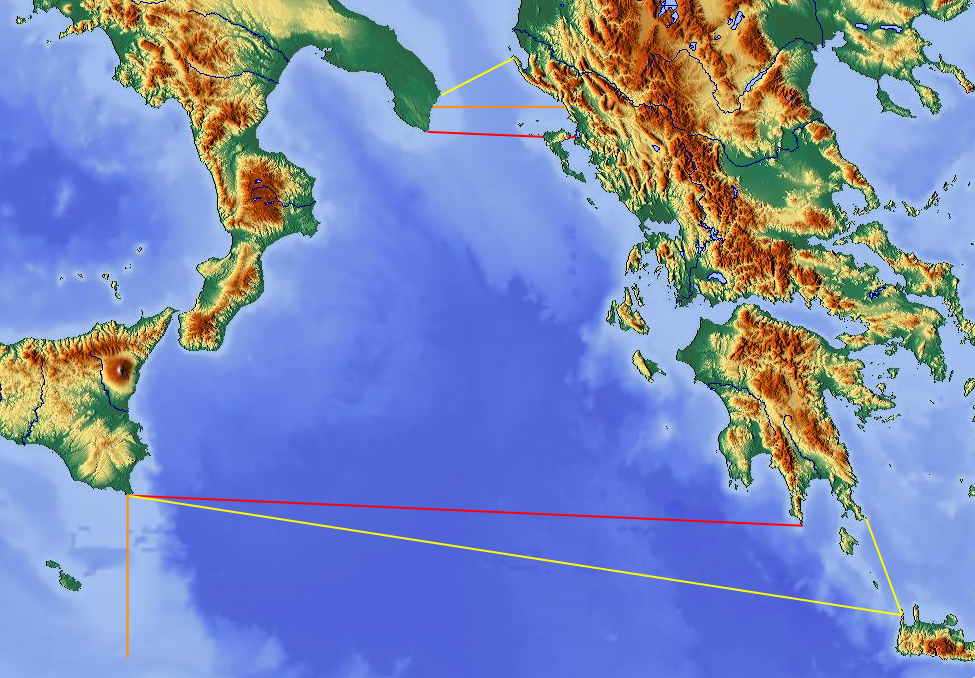
Unterschiedlich definierte Grenzen des Ionischen Meers; gelb: traditionelle Grenzen, orange: Grenzen nach der Einteilung des italienischen Wetterdienstes Meteomar, rot: Grenzen nach der Definition der International Hydrographic Organization

Das Ionische Meer ist im Norden durch die Straße von Otranto mit dem Adriatischen Meer verbunden, die Straße von Messina verbindet es im Westen mit dem Tyrrhenischen Meer. Am Ende des Golfs von Korinth verbindet seit 1893 der Kanal von Korinth das Ionische Meer mit der Ägäis. Im Süden öffnet es sich zum offenen Mittelmeer (hier Libysches Meer).
Wie weit das Ionische Meer im Norden, Osten und Süden reicht, wird unterschiedlich definiert. Traditionell trennt es im Norden die Linie vom Capo d’Otranto zum Kap Gjuhëza auf Karaburun von der Adria, im Osten eine Linie von Kap Malea zur Nordspitze der Halbinsel Gramvousa auf Kreta vom Myrtoischen Meer, einem Nebenmeer der Ägäis. Die International Hydrographic Organization definiert als Seegrenzen des Ionischen Meeres im Norden eine Linie von der Mündung des Vivar-Kanals zu Kap Karagol und westlich Korfus eine Linie von Kap Kefali zum Kap von Santa Maria di Leuca. Im Süden definiert sie als Grenze zum Libyschen Meer eine Linie von Capo Passero zum Kap Tenaro. Dies schließt die traditionell zu den Ionischen Inseln gerechneten Diapontischen Inseln sowie Elafonisos, Kythira und Andikythira aus. Auch der Norden der Insel Korfu liegt nach dieser Definition in der Adria. Der italienische Wetterdienst Meteomar definiert den 40. nördlichen Breitengrad als Nordgrenze und zählt das Gebiet südöstlich von Capo Passero auch noch zum Ionischen Meer.
Die Küsten, die ans Ionische Meer grenzen, sind im Westen an der Apenninhalbinsel die Küsten der süditalienischen Regionen Apulien, Basilikata und Kalabrien sowie die Ostküste Siziliens, östlich befindet sich die Westküste der Balkanhalbinsel mit dem südwestlichen Albanien und dem westlichen Griechenland mit der Halbinsel Peloponnes.

## Buchten
Eine größere Bucht ist der Golf von Tarent; zu den kleineren zählen der Golf von Patras und der Golf von Korinth, welche durch die Meerenge von Rio verbunden sind und seit 2004 von der Rio-Andirrio-Brücke überspannt werden. Der Korinthische Golf zieht sich weit ins griechische Festland hinein. Die Buchten der südlichen Peloponnes sind der Messenische und der Lakonische Golf.

## Inseln
Die größte Inselgruppe des Meeres sind die Ionischen Inseln, die sich als langer Inselbogen von den Diapontischen Inseln bis Kythira und Andikythira hinziehen und mit Kefalonia die größte, mit Korfu die bevölkerungsreichste Insel des Meeres aufweisen. Zu den kleineren Inselgruppen gehören die Alkyoniden im Korinthischen Golf, die Cheradi-Inseln im Golf von Tarent und die Zyklopeninseln vor der sizilianischen Küste. Die größten Einzelinseln im Ionischen Meer sind Korfu, Kefalonia, Lefkada, Zakynthos und Kythira.

## Klima
Im Osten des Meeres herrscht typisches Mittelmeerklima mit heißen trockenen Sommern und mäßigen Wintern. Das Ionische Meer ist bei Seglern für seine ruhigen Winde bekannt.

## Das Ionische Meer in der Antike
Die Geographen des Antiken Griechenland bezeichneten mit dem Begriff Ionion pelagos (altgriechisch Ἰόνιον πέλαγος) oder Ionios kolpos (Ἰόνιος κόλπος) die Straße von Otranto oder das Adriatische Meer. Die moderne Definition des Meeres zwischen Sizilien und Griechenland als Ionisches Meer stammt nicht aus der Antike.
Das Ionische Meer und seine Inseln sind Schauplatz großer Teile von Homers Odyssee.

## Hafenstädte

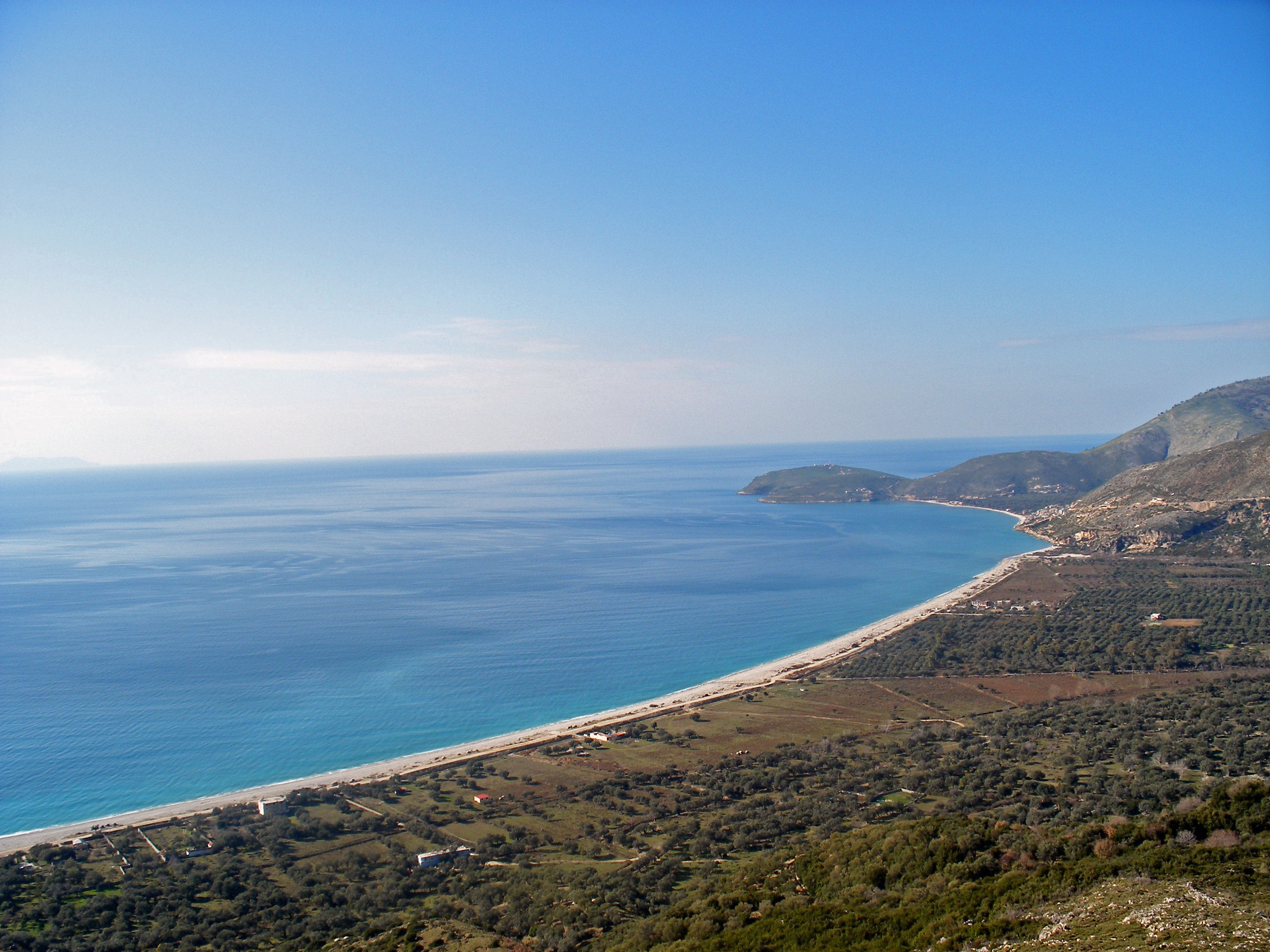
Ionisches Meer bei Borsh (Albanien)

Wichtige Häfen des Ionischen Meeres befinden sich in
- Albanien: Saranda, Himara
- Griechenland: Patras, Korinth, Fiskardo, Igoumenitsa, Korfu, Lefkada, Pylos, Parga, Preveza, Zakynthos
- Italien: Messina, Syrakus, Catania, Tarent, Salve